# Liste des prénoms en espéranto
La plupart des espérantophones espérantisent leur prénom pour satisfaire à l’alphabet et l’orthographe de l'espéranto, de manière similaire à une translittération depuis le russe, par exemple. Cela leur permet de mieux reconnaitre et prononcer les prénoms des gens participant aux réunions internationales se déroulant dans la langue internationale.
De manière générale, les prénoms d'origine latine, grecque, ou biblique, retrouvent leur forme d'origine et prennent un o au masculin et un a au féminin.

## Observations sur les prénoms féminins[1]
L'utilisation de la finale –a est relativement courante en espéranto, car dans de nombreuses autres langues, la terminaison –o possède une connotation masculine. Elle a également été largement répandue, entre autres, par son introduction dans divers livres de référence. L'utilisation de la finale –a n'est néanmoins considérée correcte que si le nom se termine par –a dans sa langue d’origine. Il sera alors vu comme s'il n'avait pas été traduit.
À l’inverse, le Fundamento de Esperanto, qui a fixé les règles de grammaire actuelles au début du XXe siècle, utilise la terminaison –o pour les prénoms féminins. Il contient notamment les prénoms Mario, Sofio, Anno, Viktorino, etc.
On trouve également la terminaison –ino, suffixe féminisant, pour ces prénoms féminins. On l'utilisera principalement pour des prénoms laissant une ambigüité.
Ajoutons enfin, pour les personnes qui ne seraient pas à l'aise avec les prénoms féminins se terminant par la finale –o, qu’il est possible d’éliser la lettre finale et de la remplacer éventuellement par une apostrophe.
Exemples d’illustration
- Anna → Anno, Ann' ou, non traduit, Anna.
- Maria → Mario, Mari', Mariino, ou encore sous forme originelle, Maria.
- Elisabeth → Elisabeto ou Elisabet'.
- Geneviève → Genevievo ou  Geneviev' .
- Myriam → Miriamo, Miriam' ; on évitera ici Miriama qui n'existe dans aucune langue.
- Yosiko → Joŝiko, le nom d'origine se terminant par –o, il conserve sa terminaison.

## Liste des prénoms

### A
Prénoms masculins
- Aarono
- Abrahamo
- Adamo
- Adolfo
- Adriano
- Agrikolo
- Ajakso
- Alberto
- Alcestiso
- Aleksandro
- Aleksio
- Alfonso
- Alonzo
- Alfredo
- Alio
- Alkajo
- Amadeo
- Ambrozio
- Anatolo
- Andreo
- Anĝelo
- Anselmo
- Antono
- Antonio
- Apolono
- Aristido
- Aristofano
- Aristoto
- Arĥimedo
- Armando
- Arnoldo
- Arturo
- Atilo
- Aŭgusteno
- Aŭgusto
- Aŭrelio

Prénoms féminins
- Abigaela
- Ada
- Adela
- Adelajda
- Adriana
- Agata
- Alberta
- Aleksandra
- Alica
- Amalio
- Anabela
- Anastazia
- Andrea
- Anĝelika
- Anĝela
- Anita
- Anna
- Anno
- Arabela
- Ariana
- Aspazia
- Aŭrora
- Aŭgusta
- Aŭgustena

### B
Prénoms masculins
- Baĥo
- Baldueno
- Baltazaro
- Baptisto
- Barnabo
- Bartolomeo
- Baruĥo
- Bastiano
- Bazilo
- Benedikto
- Benito
- Benjameno
- Bernardo
- Bertrando
- Blazio
- Bonaparto
- Bonifaco
- Boriso
- Boromeo
- Bruno

Prénoms féminins
- Barbara
- Beatrica
- Benedikta
- Benita
- Berenica
- Berta
- Betia
- Bianka
- Blanka
- Brigita

### C
Prénoms masculins
- Celesteno
- Cezaro
- Cicerono
- Cinno
- Cipriano
- Ciro
- Cirilo

Prénoms féminins
- Celestena

### Ĉ
Prénoms féminins
- Ĉarlota
- Ĉasandra

### D
Prénoms masculins
- Dagoberto
- Damiano
- Damoklo
- Danielo
- Dario
- Davido
- Demetrio
- Demokrito
- Denizo
- Djego
- Dimitro
- Diodoro
- Diogeno
- Diomedo
- Diono
- Dionizio
- Domiciano
- Dominiko
- Donaldo

Prénoms féminins
- Dafnea
- Daniela
- Danuta
- Debora
- Dejanira
- Deniza
- Diana
- Dominika
- Dora
- Dorotea

### E
Prénoms masculins
- Edgaro
- Edmundo
- Eduardo
- Efraimo
- Elija
- Elio
- Eliezero
- Eloiza
- Emanuelo
- Emeriko
- Emilo
- Emilio
- Epikteto
- Erasmo
- Eriko
- Ernesto
- Eŭgeno
- Eŭripido
- Eŭstaĥo

Prénoms féminins
- Eleonora
- Eliza
- Elisabeta
- Elvira
- Elza
- Emma
- Emilia
- Erika
- Estera
- Eva
- Evelena

### F
Prénoms masculins
- Fabio
- Fabiano
- Fabricio
- Falko
- Farnezo
- Faŭsto
- Felikso
- Ferdinando
- Fernando
- Filipo
- Filokteto
- Filono
- Firmiano
- Flaminio
- Flavio
- Floriano
- Francisko
- Franko
- Frederiko

Prénoms féminins
- Fatima
- Faŭstina
- Filomena
- Felicia
- Flora
- Franciska
- Freja
- Frida

### G
Prénoms masculins
- Gabrielo
- Galbo
- Gasparo
- Gastono
- Gedeono
- Georgo
- Gilberto
- Godfredo
- Gontrano
- Gonzago
- Gregorio
- Gustavo

Prénoms féminins
- Gabriela
- Gaja
- Genevievo
- Gerda
- Gertruda
- Greta
- Grizelda

### Ĝ
Prénoms masculins
- Ĝeraldo
- Ĝermano
- Ĝofredo
- Ĝerardo

Prénoms féminin
- Ĝenoveva

### H
Prénoms masculins
- Hanibalo
- Haroldo
- Hasdrubalo
- Hektoro
- Helideo
- Henriko
- Herberto
- Hermano
- Herodo
- Herodoto
- Heziodo
- Hipokrato
- Hirkano
- Homero
- Horacio
- Huberto
- Hugo

Prénoms féminins
- Hedviĝa
- Hekata
- Halina
- Helena
- Heleno
- Henrieta
- Hermelina
- Hersenta
- Hilda

### Ĥ
Prénoms masculins
- Ĥiramo

Prénoms féminins
- Ĥimena

### I
Prénoms masculins
- Ignaco
- Inocento
- Iono
- Isaako
- Ismailo
- Ivano
- Ivo
- Izokrato

Prénoms féminins
- Ida
- Ilona
- Ina
- Irena
- Irina
- Irisa
- Iza
- Izabela
- Izidora
- Izolda

### J
Prénoms masculins
- Jakobo
- Jazono
- Jeremio
- Jesaja
- Jesuo
- Jiŝajo
- Joakimo
- Joelo
- Johano
- Jona
- Jonatano
- Johano
- Josuo
- Jozefo
- Judaso
- Julieno
- Julio
- Justeno
- Justinieno
- Juvenalo

Prénoms féminins
- Jadviga
- Jaklino
- Jana
- Johana
- Jolanda
- Jozefa
- Judita
- Julia
- Julieta

### Ĵ
Prénoms masculins
- Ĵafaro
- Ĵaspero
- Ĵeromo

### K
Prénoms masculins
- Kaino
- Kajafas
- Kajo
- Kalimaĥo
- Kamilo
- Kandido
- Karlo
- Kasio
- Katono
- Katulo
- Kazimiro
- Klaŭdio
- Kleanto
- Klemento
- Kleono
- Klitemnestro
- Klodvigo
- Klodovaldo
- Klotaro
- Knuto
- Kolomano
- Konrado
- Konstanteno
- Koraĥo
- Kornelio
- Krasso
- Kreono
- Kreŭzo
- Kristiano
- Kristofo
- Kristoforo
- Krizipo
- Ksantipo
- Ksantipino
- Ksavero
- Ksenofono
- Kserkso

Prénoms féminins
- Kamila
- Karena
- Karla
- Karmena
- Karola
- Karolina
- Kasandra
- Katia
- Katrina
- Klanja
- Klara
- Klemantina
- Kleopatra
- Klia
- Klitandra
- Klotilda
- Konstancia
- Kornelia
- Kristina

### L
Prénoms masculins
- Ladislao
- Laerto
- Lajo
- Lamberto
- Lanceloto
- Laŭranto
- Lazaro
- Leandro
- Leo
- Leono
- Leonardo
- Leopoldo
- Livio
- Lotario
- Lubomiro
- Lucieno
- Ludoviko
- Luk

Prénoms féminins
- Lamberta
- Larisa
- Laŭra
- Laŭranca
- Lea
- Leda
- Lidia
- Linda
- Liza
- Lizistrata
- Lolita
- Loreta
- Lubomira
- Lucia
- Lucilia
- Ludovika
- Luiza

### M
Prénoms masculins
- Makso
- Maksimo
- Maksimilieno
- Manfredo
- Manuelo
- Marcelo
- Mario
- Marko
- Marteno
- Mateo
- Matiaso
- Maŭrico
- Meleagro
- Melkioro
- Menandro
- Merkurio
- Merovo
- Marsialo
- Metodo
- Miĥaelo
- Mirko
- Mirto
- Mitridato
- Mohamedo
- Moseo

Prénoms féminins
- Magda
- Maja
- Malena
- Manuela
- Margarita
- Maria
- Mariana
- Mariino
- Mario
- Marieta
- Marika
- Marina
- Marlena
- Marta
- Matilda
- Miĥaela
- Mina
- Mira
- Miriamo
- Melania
- Mona
- Monika

### N
Prénoms masculins
- Napoleono
- Natano
- Nerono
- Nestoro
- Nikodemo
- Nikolao
- Noa
- Numo

Prénoms féminins
- Naama
- Nadia
- Nastazia
- Nataŝa
- Nikola
- Nikoleta
- Nina
- Nora

### O
Prénoms masculins
- Oktavo
- Olafo
- Olivero
- Omaro
- Oskaro
- Osvaldo
- Ovidio

Prénoms féminins
- Oksana
- Olga

### P
Prénoms masculins
- Palaso
- Patriko
- Patroklo
- Paŭlo
- Periklo
- Petro
- Pio
- Pilado
- Placido
- Plinio
- Pompeo
- Prospero
- Ptolemeo

Prénoms féminins
- Paŭla
- Paŭleta
- Paŭlena
- Penelopa
- Perdita
- Petra

### R
Prénoms masculins
- Rafaelo
- Rajmondo
- Raulo
- Regulo
- Rejnaldo
- Renardo
- Renato
- Rikardo
- Rinaldo
- Roberto
- Rodrigo
- Roĝero
- Rolando
- Rolfo
- Romeo
- Romulo
- Ronaldo
- Romano
- Romeo
- Rudolfo

Prénoms féminins
- Rafaela
- Raĥel
- Ramona
- Raisa
- Rebeka
- Regina
- Renata
- Rita
- Roksana
- Roza
- Rozalia
- Ruta

### S
Prénoms masculins
- Salomono
- Salvatoro
- Samuelo
- Sano
- Scipiono
- Sebastiano
- Setho
- Sigfrido
- Sigismundo
- Siksto
- Silvano
- Silvestro
- Simeono
- Simono
- Solimano
- Sozio
- Stanislaso
- Stefano

Prénoms féminins
- Sabina
- Sandra
- Sara
- Sihame
- Silvana
- Sofia
- Sofio
- Sonia
- Suzana

### T
Prénoms masculins
- Tadeo
- Teodoro
- Teodozio
- Teofilo
- Teotimo
- Terencio
- Tiberio
- Ticiano
- Timoteo
- Tobio
- Tomaso
- Tomo

Prénoms féminins
- Talia
- Tamara
- Tanja
- Tatiana
- Teodora
- Tereza
- Tina

### U
Prénoms masculins
- Uliso
- Ulriko
- Umberto

Prénoms féminins
- Ulrika

### V
Prénoms masculins
- Vaclavo
- Valdemaro
- Valenteno
- Valerio
- Valtero
- Venceslao
- Viktoro
- Vilhelmo
- Vincento
- Virgilo
- Vito
- Vladimiro
- Volfgango
- Votano

Prénoms féminins
- Vanesa
- Valpurga
- Vera
- Verena
- Veronika
- Viktoria
- Viktorino
- Vilhelmina
- Vilma
- Viola

### Z
Prénoms masculins
- Zaĥario
- Zenono
- Zmitro